# The Besties
The Besties var ett punkpopband från Brooklyn, New York, USA, aktiva 2004-2009. Själva definierade bandet sig som ett punkband, något som var tydligt i deras liveframträdanden som ofta var mycket vildare än vad deras inspelningar kunde få en att förvänta sig.
Bandet startades av de två vännerna Marisa och Kelly från Florida som flyttat till Brooklyn tillsammans. Snart kom även Rikky Walsh, även han från Florida, med i bandet och de spelade in sitt första album, Singer, som släpptes på skivbolaget Skipping Stones Records i början av 2006. Vid det laget hade man ännu ingen trummis i bandet så albumet är inspelat med trummaskin och ganska mycket keyboardbaserat. 
Snart tog man med sig trummisen Frank Korn från bl.a. the Lil' Hospital i bandet och gjorde sina första inspelningar med trummis på singeln Rod 'N' Reel som släpptes på Hugpatch Records 2007. Soundet var nu mycket hårdare och närmare bandets livesound.
Under de kommande åren spelade the Besties väldigt mycket live och 2007 turnerade de i Europa inklusive Sverige och spelade bland annat på stora scenen på Emmabodafestivalen. Trots extensivt turnerande hann de ändå in i studion och spelade in singeln Bone Valley Deposit som släpptes på Hugpatch 2008 samt började spela in det album som inte skulle komma att vara färdigt och släppas förrän 2009: Home Free, även det på Hugpatch.
Hösten 2009 meddelade bandet att de skulle splittras och de gjorde sin sista spelning den 6 december på Bruar Falls i Brooklyn. I början på 2010 släpptes sedan den sista singeln, Art of the Underground Single Series Volume 47 med två spår, Terrible & True samt en cover på Cock Sparrers Take 'Em all.

## Bandmedlemmar
- Marisa Bergquist keyboard och sång
- Kelly Waldrop keyboard och sång
- Rikky Walsh gitarr och sång (även i Of Montreal)
- Frank Korn trummor från 2006 (även i the Lil' Hospital)

## Diskografi
- 2006 – Singer
- 2007 – Rod 'N' Reel
- 2008 – Bone Valley Deposit
- 2009 – Home Free
- 2010 – Art of the Underground Single Series Volume 47